# Rock and Roll (Led Zeppelin-låt)
Rock and Roll är en sång inspelad av den brittiska rockgruppen Led Zeppelin 1971 på albumet Led Zeppelin IV. Alla fyra medlemmarna står som kompositörer. Låten uppkomst var under en spontan spelning när bandet försökte finna ett avslut på låten "Four Sticks", så spelade John Bonham introt till "Good Golly Miss Molly"/"Keep a Knockin'" och Jimmy Page hängde på med ett gitarriff. 